# Tetragnatha nero
Tetragnatha nero là một loài nhện trong họ Tetragnathidae.
Loài này thuộc chi Tetragnatha. Tetragnatha nero được miêu tả năm 1876 bởi Butler.